# Thebarton Theatre
Thebarton Theatre (czasami nazywany Thebbie Theatre lub Thebbie) – miejsce rozrywki znajdujące się w zachodniej części Adelaide, na przedmieściach Torrensville w Australii Południowej. Właścicielem obiektu jest jednostka samorządowa City of West Torrens. Liczba miejsc wynosi 2000.
Obiekt został zbudowany w 1926 roku i należy do jednego z popularniejszych lokali znajdujących się w Australii. Układ siedzeń w teatrze jest konfigurowalny, dzięki czemu może być rozmieszczony w sposób „okrągły” podczas walk bokserskich, bądź też częściowo lub całkowicie usunięty podczas koncertów.

## Historia
Thebarton Theatre został otwarty 11 czerwca 1928 roku. Należy wraz z sąsiednimi urzędami gminnymi do zestawienia 120 znaczących obiektów budowlanych znajdujących się w Australii a także są wpisane do państwowego rejestru zabytków.

## Koncerty
Obiekt znany jest z organizowania wielu imprez kulturalnych, w tym także koncertów. Na przestrzeni lat, występowali tu między innymi: Duran Duran, Mike Oldfield, Iron Maiden, Joe Cocker, The Cult, R.E.M., Metallica, Skid Row, Anthrax, Megadeth, Nirvana, The Black Crowes, Alice in Chains, Depeche Mode, Jethro Tull, Bad Religion, Status Quo, Tool, Nick Cave, Foo Fighters, Ozzy Osbourne, Kylie Minogue, Slayer, Slipknot, Pantera, Coldplay, Machine Head, Judas Priest, Blondie, Queens of the Stone Age, Placebo, PJ Harvey, Velvet Revolver, Alice Cooper, James Blunt, Opeth, Foo Fighters, Deep Purple, Black Label Society, Deftones, Mastodon, Down, Heaven and Hell, Tori Amos, Marilyn Manson, Motörhead, Trivium, The Beach Boys, Bullet for My Valentine, Sebastian Bach, Disturbed, Alter Bridge, Rise Against, Dream Theater, Lamb of God, Eddie Vedder, Gotye, Slash, Mark Lanegan, The Stooges, Limp Bizkit, Courtney Love, Ramones, INXS, Sex Pistols, Lou Reed, Muse.